# Дранка (село)
Дра́нка (укр. Дранка) — село на Украине, находится в Тульчинском районе Винницкой области.
Код КОАТУУ — 0524380801. Население по переписи 2001 года составляло 752 человека. Население по данным 2023 года составляет 484 человека. Почтовый индекс — 23650. Телефонный код — 4335.
Занимает площадь 15,766 км².

## Адрес местного совета
23650, Винницкая область, Тульчинский р-н, с. Дранка, ул. Шевченко, 10